# Marianne Limpert
Marianne Limpert (Matagami, 10 ottobre 1972) è un'ex nuotatrice canadese.
Specializzata nello stile libero e nei misti, ha vinto la medaglia d'argento nei 200 m misti ai Giochi olimpici di Atlanta 1996.

## Palmarès
- Giochi olimpici

Atlanta 1996: argento nei 200m misti.
- Mondiali in vasca corta

Rio de Janeiro 1995: oro nella 4x200m sl.
Atene 2000: argento nei 100m misti e bronzo nei 200m misti.
- Giochi PanPacifici

Kobe 1993: bronzo nella 4x100m sl.
Atlanta 1995: bronzo nella 4x200m sl.
Fukuoka 1997: argento nei 200m misti e nella 4x200m sl.
Sydney 1999: bronzo nella 4x100m sl e nella 4x200m sl.
- Giochi del Commonwealth

Victoria 1994: argento nei 200m misti, bronzo nei 100m sl, nella 4x100m sl, nella 4x200m sl e nella 4x100m misti.
Kuala Lumpur 1998: oro nei 200m misti e bronzo nella 4x100m sl.
Manchester 2002: bronzo nei 200m misti e nella 4x100m sl.
- Giochi panamericani

Mar del Plata 1995: argento nei 100m sl, nei 200m sl, nei 200m misti, nella 4x100m sl, nella 4x200m sl e nella 4x100m misti.
Winnipeg 1999: oro nella 4x100m sl e nella 4x200m sl, bronzo nei 100m sl e nei 200m misti.
- Universiadi

Buffalo 1993: oro nei 200m misti.